# Burton C. Cook

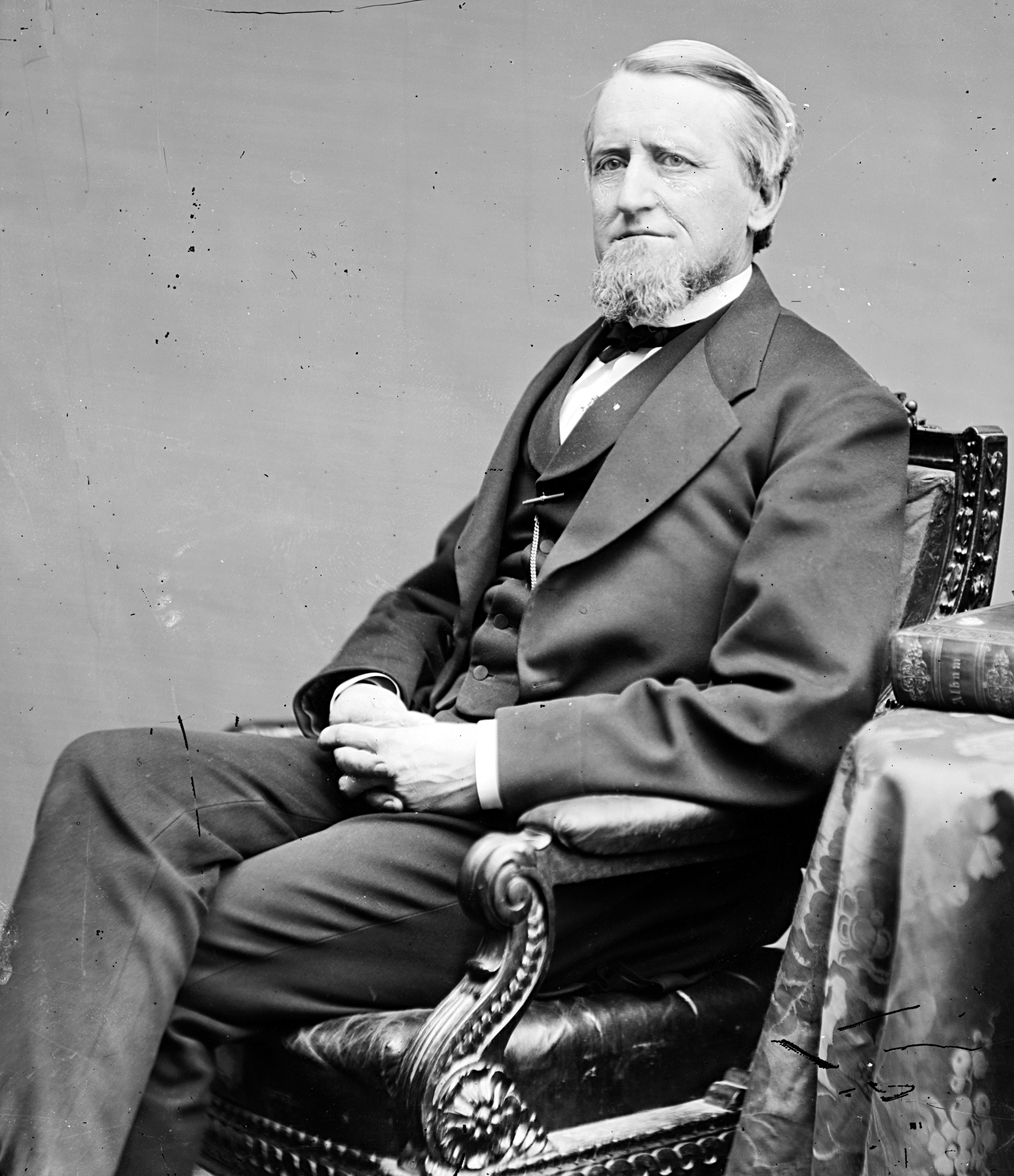
Burton C. Cook

Burton Chauncey Cook (* 11. Mai 1819 in Pittsford, New York; † 18. August 1894 in Evanston, Illinois) war ein US-amerikanischer Politiker. Zwischen 1865 und 1871 vertrat er den Bundesstaat Illinois im US-Repräsentantenhaus.

## Werdegang
Burton Cook besuchte das Collegiate Institute in Rochester. Nach einem anschließenden Jurastudium und seiner 1835 erfolgten Zulassung als Rechtsanwalt begann er ab 1840 in Ottawa (Illinois) in diesem Beruf zu arbeiten. Zwischen 1846 und 1852 war er Staatsanwalt im neunten Gerichtsbezirk von Illinois. Politisch wurde er Mitglied der 1854 gegründeten Republikanischen Partei. Von 1852 bis 1860 saß er im Senat von Illinois. In den Jahren 1860 und 1864 war er Delegierter zu den jeweiligen Republican National Conventions, auf denen jeweils Abraham Lincoln als Präsidentschaftskandidat nominiert wurde. Im Frühjahr 1861 gehörte er einer Verhandlungskommission an, die in der Bundeshauptstadt Washington erfolglos den Ausbruch des Bürgerkrieges zu verhindern suchte.
Bei den Kongresswahlen des Jahres 1864 wurde Cook im sechsten Wahlbezirk von Illinois in das US-Repräsentantenhaus in Washington, D.C. gewählt, wo er am 4. März 1865 die Nachfolge von Jesse O. Norton antrat. Nach drei Wiederwahlen konnte er bis zu seinem Rücktritt am 26. August 1871 im Kongress verbleiben. Von 1867 bis 1869 leitete Cook den Ausschuss für Straßen und Kanäle; ab 1869 war er Vorsitzender des Ausschusses zur Verwaltung des Bundesbezirks District of Columbia. Zwischen 1865 und 1869 war die Arbeit des Kongresses von den Spannungen zwischen den Republikanern und Präsident Andrew Johnson geprägt, die in einem nur knapp gescheiterten Amtsenthebungsverfahren gipfelten. Während Cooks Zeit im Kongress wurden der 13., der 14. und der 15. Verfassungszusatz ratifiziert.
Nach dem Ende seiner Zeit im US-Repräsentantenhaus praktizierte Burton Cook wieder als Anwalt. Er starb am 18. August 1894 in Evanston.